# NGC 2956
NGC 2956 (również PGC 27531) – galaktyka spiralna (Sb), znajdująca się w gwiazdozbiorze Hydry. Odkrył ją w roku 1886 Frank Muller.